# 아미타온
아미타온(Amytaon)은 그리스 신화에 나오는 이올코스 왕 크레테우스의 아들이다. 크레테우스는 테살리아 지방에 이올코스 도시를 건설하여 초대 왕이 된 뒤 나이가 많이 들도록 왕위를 이을 자식이 없었다. 이에 형제인 살모네우스의 딸 티로와 결혼하였는데, 티로는 이미 포세이돈과 관계를 맺어 넬레우스와 펠리아스 형제를 낳은 뒤였다. 크레테우스는 티로를 아내로 맞아 아이손, 페레스, 아미타온 3형제를 낳았다. 크레테우스가 죽은 뒤 펠리아스가 왕위 계승권자인 아이손을 몰아내고 왕위에 오르자, 아미타온은 이올코스를 떠나 메세니아 지방의 필로스에 정착하였다. 페레스도 고국을 떠나 이올코스 근처에 페라이라는 도시를 건설하였으나, 아이손은 이올코스에 남았다. 아이손은 아들 이아손이 태어나자 켄타우로스족의 현자 케이론에게 양육을 맡겼다.